# Museo Groeninge

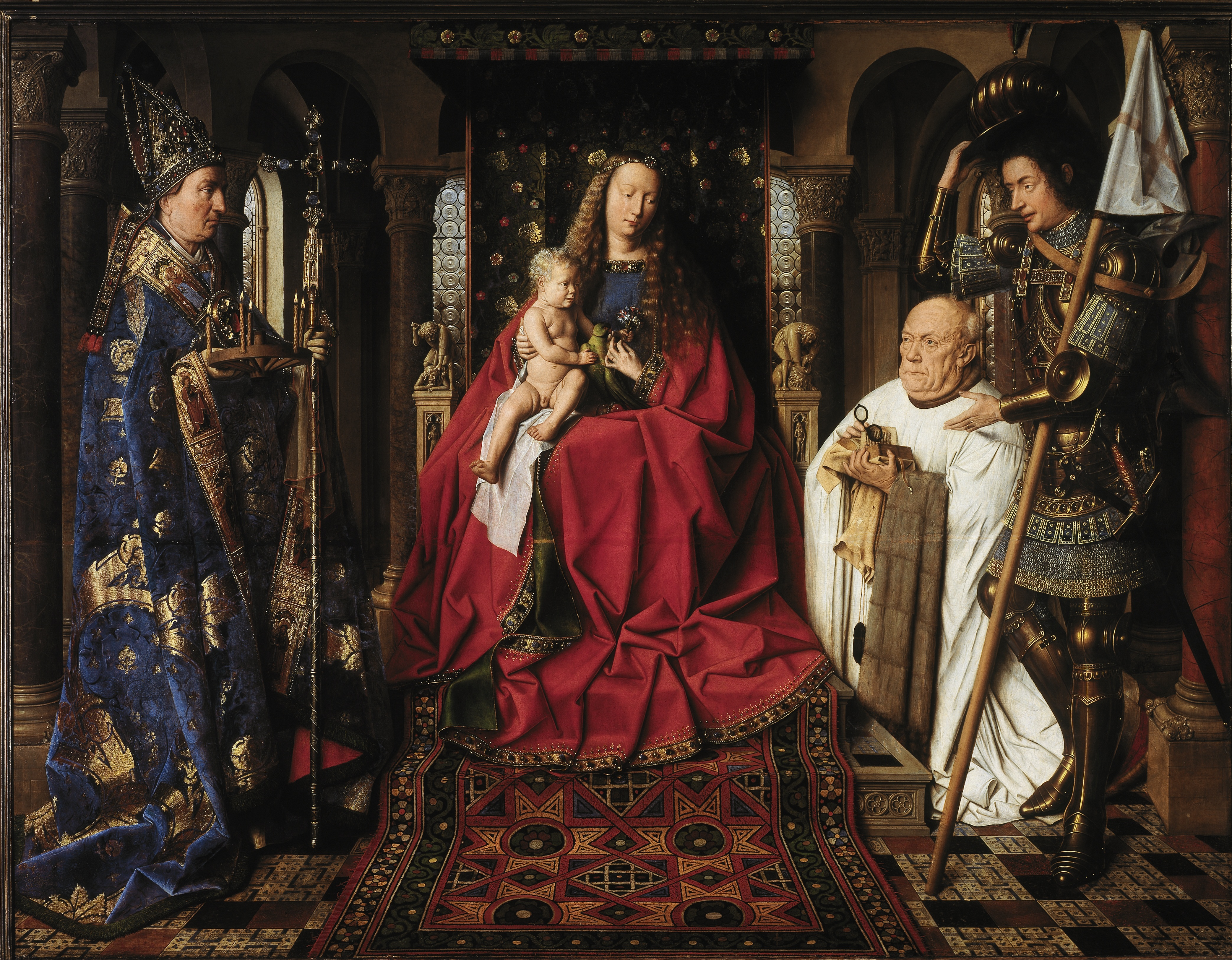
Virgen del canónigo Van der Paele, de Jan van Eyck, una de las obras principales del Museo Groeninge.

El Museo Groeninge (Groeningemuseum) es el museo municipal de Bellas Artes de Brujas, en Bélgica.

## Generalidades
Su origen está en la Academia de dibujo fundada en 1716. Su núcleo inicial estuvo formado por donaciones de diversos artistas y fue creciendo a lo largo del siglo XIX. 
Proporciona una exhaustiva vista general de seis siglos de pintura flamenca y belga, desde Jan van Eyck hasta Marcel Broodthaers. Entre lo más destacado del museo se encuentra su colección de «primitivos flamencos», obras de una amplia gama de maestros desde el estilo flamenco dentro de la pintura gótica hasta el Barroco. Son famosas, sobre todo, las obras de la escuela de Brujas:
- Jan van Eyck: Virgen del canónigo Van der Paele (1437); Retrato de la mujer del artista.
- Hans Memling: Tríptico de Guillaume Moreel.
- Hugo van der Goes: Muerte de la Virgen.
- Gérard David: Tríptico del Bautismo de Cristo; Ejemplo de justicia de Cambises

Están presentes en la colección, además, autores como el Maestro de la Leyenda de santa Úrsula, Pieter Pourbus o J. B. Suvée.
Igualmente incluye pinturas neoclásicas del siglo XVIII (como el Guerrero desnudo de Augustin van den Berghe) y realistas del XIX, hitos del simbolismo y modernismo belga, obras maestras del expresionismo flamenco y muchos artículos de la colección municipal de arte moderno de postguerra. De esta época destaca la Familia de Campesinos con gato (1928) de Constant Permeke.